# Mario Testino
Mario Testino OBE (n. 30 octombrie 1954

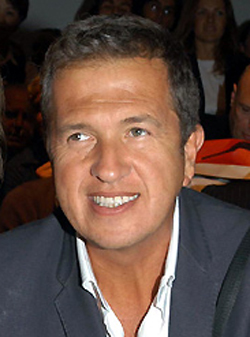
Mario Testino

) este un fotograf peruvian de modă și portrete. Munca sa a apărut, la nivel internațional, în reviste precum Vogue, V Magazine, Vanity Fair si GQ. El a creat, de asemenea, imagini pentru branduri, cum ar fi Gucci, Burberry, Versace, Michael Kors, Chanel, Estee Lauder și Lancôme. Alături de practica sa ca fotograf, Testino a lucrat ca director de creație, editor invitat, fondator de muzeu, colecționar de artă/colaborator și antreprenor.
În 2007, el a înființat MARIOTESTINO+, care privește direcția creativă, direcția de artă, strategie de brand, design grafic, producția de film și fotografii, mass-media digitale și sociale, dezvoltarea de produse, cărți, expoziții, licențiere și parteneriate.
Aaron Hicklin de la publicația The Observer l-a descris ca fiind „Cel mai prolific fotograf comercial de revistă și modă din lume”.
Este puțin cunoscut, cu toate acestea, Testino este foarte caritabil; Testino are o fundație în Peru pentru tinerii artiști.

## Biografie

### Familia și copilăria
Testino s-a născut și a crescut în Lima, într-o familie catolică tradițională din clasa de mijloc. El a fost cel mai mare dintre cei șase copii și este de origine irlandeză, spaniolă și italiană.  A urmat școala catolică „Santa Maria Marianistas”. În copilărie și-a dorit să fie preot. Testino a studiat economia la „Universidad del Pacifico”, dreptul la „Pontificia Universidad Catolica del Peru” și afaceri internaționale la „University of San Diego”.
În 1976 a plecat la Londra pentru a studia fotografia după abandonarea studiilor sale de economie, drept și afaceri internaționale. A fost în timpul uceniciei sale la studiourile lui John Vickers și Paul Nugent când a făcut primele sale încercări ca fotograf. Locuia într-un etaj neconvertit al unui spital, pentru a face rost de bani a lucrat ca ospătar. Pentru a atrage atenția fotografilor, a avut părul vopsit în culoarea roz. A găsit inspirația în munca fotografului britanic de celebrități, Cecil Beaton. Londra a fost un oraș care i-a permis să se dezvolte în mod expres, fără să simtă restricțiile care îi erau impuse în Peru.
La începutul anilor 1990, Testino a găsit inspirația în copilăria lui petrecută în Peru și la verile de adolescent din Brazilia.Acestea l-au ajutat să-și modeleze limbajul fotografic. 
Lucrările lui au apărut pentru prima dată în revista Vogue, în 1983.

### Carieră
Testino a devenit unul dintre cei mai recunoscuți și celebrați fotografi din industria modei. A documentat subiecte ce au implicat celebrități, muzicieni, supermodele și artiști precum și subiecte întâlnite de-a lungul călătoriilor acestuia. Munca sa a devenit vizibilă în publicațiile de renume precum Vogue, V Magazine, Vanity Fair, GQ, LOVE, Allure și VMan. Au fost publicate 18 expoziții și cărți bazate pe munca sa.
Unele dintre cele mai recunoscute opere ale lui Testino derivă din portretele sale regale, cea mai cunoscută fiind seria de poze cu Prințesa Diana, în 1997. Testino a fost de asemenea fotograful principal în realizarea portretelor Ducelui și Ducesei de Cambridge, cu ocazia logodnei acestora din decembrie 2010. Pe 25 iulie, 2015, a realizat fotografiile Familiei Regale Britanice, după botezul Prințesei Charlotte.
Colaborarea fotografului cu Tom Ford și stilistul de modă, Carine Roitfeld pentru campaniile provocative din anii 1990, este creditată ca fiind cea care a condus la renașterea casei de modă, Gucci.
Editorul șef de la The Observer a declarat că Testino este ”cel mai prolific fotograf de modă din lume.”  Este considerat ca fiind cel care le-a propulsat cariera topmodelelor Kate Moss și Gisele Bündchen.

### Premii
I-a fost oferit Ordinul Imperiului Britanic OBE, ca recunoaștere pentru întreaga carieră și munca de caritate, pe 14 ianuarie, 2014, de către ministrul britanic al culturii, Ed Vaizey.
În 2011, a fost premiat cu Bursa de onoare, acordată de Societatea Regală de Fotografie.  În același an, GQ i-a oferit lui Testino premiul The Man of the Year Inspiration Award.
În America Latină, i-a fost acordat Marele Rang al Ordinului de Merit pentru serviciul distins din Peru, pe 25 mai, 2010 și medalia Tiradentes în Brazilia.
În industria de entertainment și modă, a primit Premiul Walpole pentru serviciile realizate în industria de lux (2009), Premiul Rodeo Drive Walk of Style (2005) și British Style Award (2003).

### Filantropie
Testino a fost onorat cu diverse premii și recunoașteri pentru contribuțiile sale aduse numeroaselor cauze non profit și organizațiilor caritabile. În 2010, i-a fost acordat unul dintre cele mai înalte onoruri din țara sa natală, Marea Cruce a Ordinului de Merit din Peru și a devenit Președinte al Comitetului Fondului Monumentelor Mondiale din Peru în 2014.
În rolul său de ambasador al Organizației Save the Children, a contribuit la strângerea de fonduri pentru construirea clădirii El Salvador din districtul Pueblo Nuevo, Chincha, din Peru. Clinica a fost construită pentru copiii bolnavi de tuberculoză din zona afectată grav de cutremurul care a lovit coasta Peruului în august 2007. Clinica a fost finanțată în întregime din vânzarea unui singur print al portretelor Prințesei Diana, scoase la licitație pentru 100.000 de lire sterline.
A contribuit la strângerea fondurilor pentru fundația Nataliei Vodianova, Naked Heart Foundation, cu scopul de a construi un loc de joacă pentru copiii bolnavi de cancer dintr-un spital din Moscova. S-a implicat cu sufletul în acel caz având în vedere că fratele său a murit de cancer la vârsta de 10 ani.

### Acuzații
În ianuarie, 2018, Testino a fost acuzat de hărțuire sexuală de către 13 asistenți bărbați. Modelele Roman Barrett, Jason Fedele and Ryan Locke au făcut plângeri cu privire la comportamentul fotografului în timpul campaniilor din anii 1990. Mai multe acuzații împotriva acestuia au ieșit la suprafață pe 3 martie 2018. 4 din 5 acuzații au descris incidente ce au avut loc în timpul și după anul 2010. Testino a negat acuzațiile. Numărul persoanelor care l-au acuzat public de hărțuire sexuală s-a ridicat la 18.